# 山形県道156号赤湯停車場線
山形県道156号赤湯停車場線（やまがたけんどう156ごう あかゆていしゃじょうせん）は、山形県南陽市内を走る一般県道である。

## 概要
赤湯温泉経由で赤湯駅と国道13号を結ぶ重要路線である。県から都市計画道路に指定されており、国道13号から市内二色根までの区間の工事は終了し、現在は二色根から国道113号までの区間が行われている。

### 路線データ
- 起点：赤湯停車場[1]
- 終点：山形県南陽市赤湯[1]（国道13号交点）

## 路線状況

### 橋梁
- 花見橋[4]

## 地理

### 通過する自治体
- 山形県
  - 南陽市

### 交差する道路
- 国道13号（山形県南陽市赤湯）
- 国道399号（山形県南陽市赤湯）
- 国道113号（山形県南陽市三間通）
- 山形県道157号赤湯停車場大橋線（山形県南陽市郡山）
- 山形県道246号赤湯宮内線（山形県南陽市赤湯）

### 沿道の施設など
- 赤湯駅
- 赤湯温泉[2]
- えくぼプラザ（南陽市立図書館）